# Labrihe
Labrihe är en kommun i departementet Gers i regionen Occitanien i sydvästra Frankrike. Kommunen ligger i kantonen Mauvezin som tillhör arrondissementet Condom. År 2022 hade Labrihe 213 invånare.

## Befolkningsutveckling
Antalet invånare i kommunen Labrihe
Referens:INSEE